# مارتین دروری
مارتین دروری (انگلیسی: Martin Drury؛ زادهٔ ۱۰ آوریل ۱۹۸۶) بازیکن فوتبال سابق و مربی فعلی باشگاه برادفورد سیتی است.